# Mirta Díaz-Balart
Mirta Francisca de la Caridad Díaz-Balart y Gutiérrez (* 30. September 1928 in Havanna, Kuba; † 6. Juli 2024 in Madrid) war die erste Ehefrau von Fidel Castro und Mutter des gemeinsamen Sohnes Fidel Castro Díaz-Balart.

## Leben
Mirta Díaz-Balart war die Tochter von América Gutiérrez und Rafael José Díaz-Balart, einem prominenten kubanischen Politiker und Bürgermeister der Stadt Banes. Ihr Bruder Rafael Diaz-Balart sowie dessen Söhne Lincoln und Mario waren bzw. sind einflussreiche exilkubanische Politiker in den USA.
Sie war Philosophiestudentin an der Universität von Havanna, als sie dort Fidel Castro kennenlernte. Das Paar heiratete 1948. Castro stammte aus einer Plantagenbesitzerfamilie und war zu dieser Zeit ein linker Studentenführer. Ihre wohlhabende Familie war gegen diese Verbindung, finanzierte aber dennoch die Hochzeit. Die Hochzeitsreise führte Mirta und Fidel u. a. nach Miami und New York. 1949 wurde der gemeinsame Sohn Fidel geboren, zur Unterscheidung von seinem Vater Fidelito (kleiner Fidel) genannt. Er starb 2018 durch Suizid. Die Ehe wurde 1955 geschieden. Mirta erhielt das alleinige Sorgerecht für den gemeinsamen Sohn. Zu diesem Zeitpunkt unterhielt Castro bereits intime Beziehungen mit drei weiteren Frauen, darunter Natalia Revuelta, die 1956 drei Kinder von ihm zur Welt brachten. Als Fidel im mexikanischen Exil von der neuerlichen Heirat seiner Exfrau erfuhr, lockte er seinen Sohn Fidelito unter einem Vorwand dorthin und behielt ihn bei sich.
Nach der Scheidung heiratete Mirta den Rechtsanwalt Emilio Núñez Blanco aus einer Batista-freundlichen Familie, dessen Vater ehemaliger Botschafter Kubas bei den Vereinten Nationen war. Nach der kubanischen Revolution 1959 emigrierte das Paar nach Madrid, Mirta besuchte jedoch weiterhin regelmäßig ihre Heimat. Im Jahr 2018, als ihr Sohn starb, lebte sie zwischenzeitlich wieder in Havanna.
Aus der zweiten Ehe hatte Mirta Díaz-Balart noch zwei Töchter. Am 6. Juli 2024 starb sie in Madrid im Alter von 95 Jahren.

## Rezeption
Im Historien-Fernsehfilm Fidel & Che (2002) wurde Mirta Díaz-Balart von der venezolanischen Schauspielerin Patricia Velásquez verkörpert.